# Pinus orizabensis
Pinus orizabensis é uma espécie de pinheiro originária do Novo Mundo, sendo endémica da parte central do México. É também considerada uma subespécie de Pinus cembroides, sendo classificada como Pinus cembroides subsp. orizabensis D.K.Bailey.
Faz parte do grupo de espécies de pinheiros com área de distribuição na América Central, Caraíbas, México, sul do Arizona e Novo México.